# Commerzbank
Commerzbank AG là một công ty dịch vụ tài chính ngân hàng của Đức có trụ sở tại Frankfurt, Đức. Commerzbank là ngân hàng niêm yết lớn thứ hai của Đức. Nó có mặt ở hơn 50 quốc gia trên thế giới và cung cấp gần một phần ba tài chính thương mại của Đức.

## Lịch sử

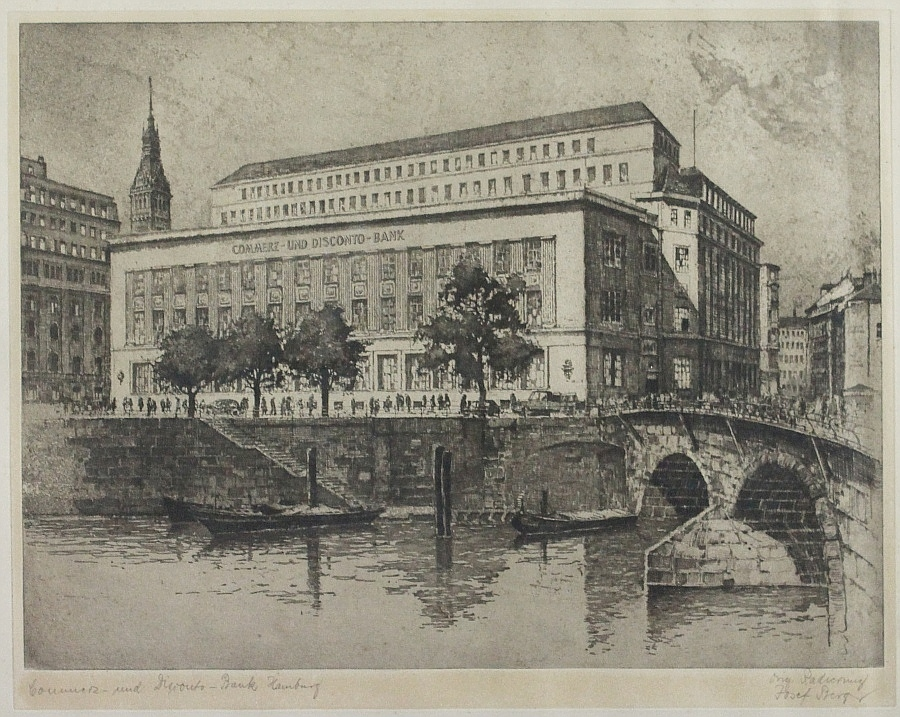
Commerz- und Disconto-Bank Hamburg 1874, branch in Hamburg

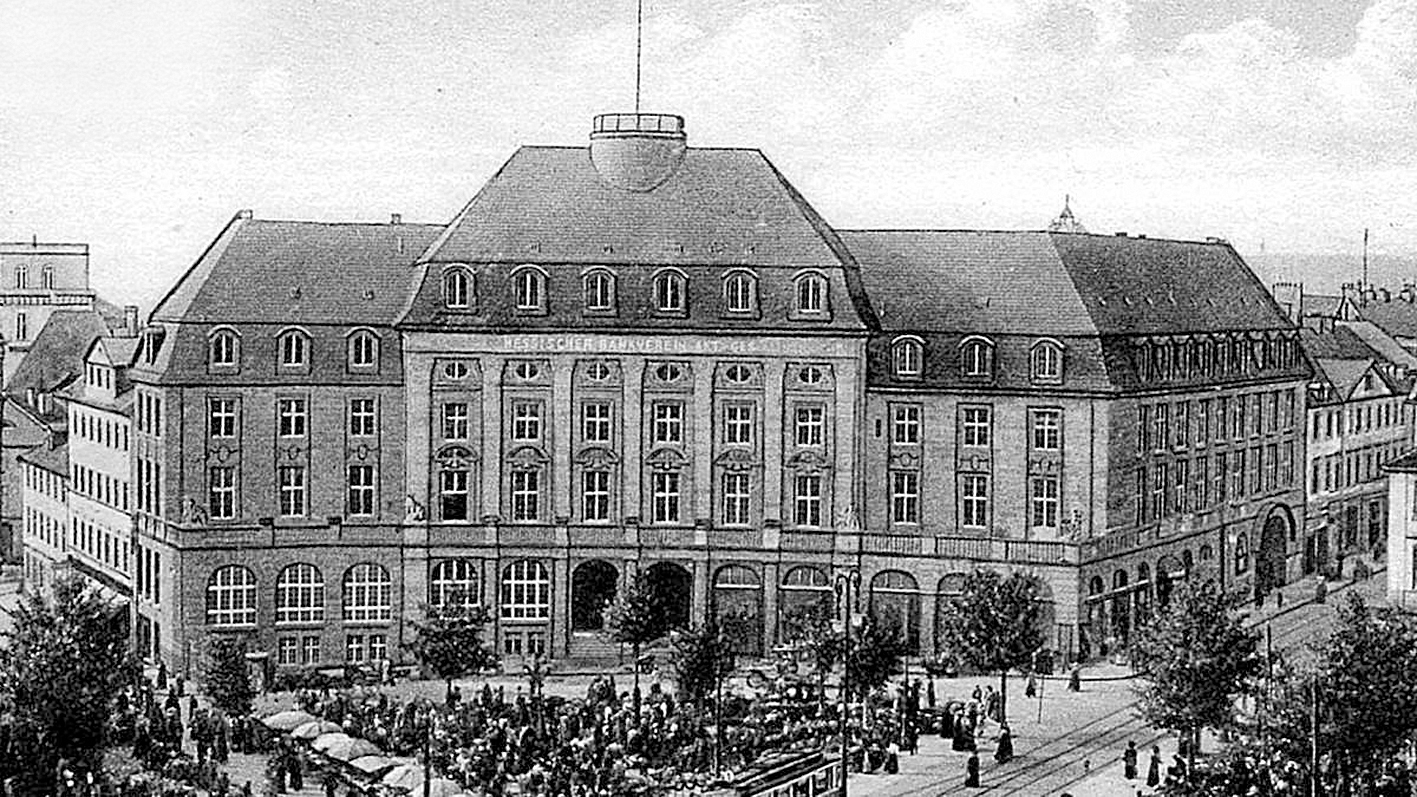
Former seat of Hessischer Bankverein in Kassel which was taken over in 1922, the building is used since then by Commerzbank

Commerzbank được thành lập vào năm 1870 bởi các chủ ngân hàng cá nhân và thương gia ở Hamburg, Đức. Shipowner C. Woermann là chủ tịch đầu tiên của ban giám sát của Commerz- und Disconto-Bank từ năm 1870.